# Église Saint-Michel-et-Saint-Gabriel d'Iđoš
Pour les articles homonymes, voir Église Saint-Michel-et-Saint-Gabriel.
L'église Saint-Michel-et-Saint-Gabriel d'Iđoš (en serbe cyrillique : Црква Светих арханђела Михаила и Гаврила у Иђошу ; en serbe latin : Crkva Svetih arhanđela Mihaila i Gavrila u Iđošu) est une église orthodoxe serbe située à Iđoš, dans la province autonome de Voïvodine, dans la municipalité de Kikinda et dans le district du Banat septentrional en Serbie. Elle est inscrite sur la liste des monuments culturels de grande importance de la république de Serbie (identifiant no SK 1454).

## Présentation
L'église a été construite en 1787 dans un style mêlant classicisme et baroque, là où se trouvaient autrefois les reliques de saint Rafailo, un moine du monastère de Hilandar. Elle a été consacrée par l'évêque de l'éparchie de Temišvar Petar Petrović.
La façade occidentale est dominée par un haut clocher surmonté d'un bulbe.
À l'intérieur, l'iconostase a été peinte en 1802 par Aleksej Nikiforović dans un style baroque tardif,.